# Ољшавка (Спишка Нова Вес)
Ољшавка (слч. Oľšavka) насељено је мјесто са административним статусом сеоске општине (слч. obec) у округу Спишка Нова Вес, у Кошичком крају, Словачка Република.

## Становништво
| Година:    | 1994. | 2004.    | 2014.   | 2024.   |
| ---------- | ----- | -------- | ------- | ------- |
| Број људи: | 171   | 192      | 198     | 182     |
| Разлика:   |       | +12,28 % | +3,12 % | -8,08 % |

| Година:    | 2023. | 2024. |
| ---------- | ----- | ----- |
| Број људи: | 182   | 182   |
| Разлика:   |       | +0 %  |

Према подацима о броју становника из 2011. године насеље је имало 190 становника.